# 42 Herculis
42 Herculis, som är stjärnans Flamsteed-beteckning, är en ensam stjärna i den nordvästra delen av stjärnbilden Herkules. Den har en skenbar magnitud på ca 4,86 och är svagt synlig för blotta ögat där ljusföroreningar ej förekommer. Baserat på parallaxmätning inom Hipparcosuppdraget på ca 7,3 mas, beräknas den befinna sig på ett avstånd på ca 450 ljusår (ca 137 parsek) från solen. Den rör sig närmare solen med en heliocentrisk radialhastighet på ca -56 km/s.

## Egenskaper
42 Herculis är en röd till orange jättestjärna av spektralklass M2.5 III, som är en AGB-stjärna. Den har en radie som är ca 64 solradier och utsänder ca 734 gånger mera energi än solen från dess fotosfär vid en effektiv temperatur på ca 3 800 K.
42 Herculis är en misstänkt variabel, som har visuell magnitud +4,90 och varierar i amplitud med 0,05 magnituder utan någon fastställd periodicitet. Den har katalogiserats som en misstänkt variabel stjärna, även om en fotometrisk undersökning 1992 visade att ljusstyrkan var konstant.
Det finns en okänd källa till röntgenstrålning och ultraviolett strålning observerad på en plats separerad med mer än ett bågsekund från stjärnan. Detta kan tyda på att det finns en stjärna i huvudserien som är en okänd följeslagare till 42 Herculis.